# Khâu B-Lynch

Sơ đồ minh họa của mũi khâu B-Lynch Brace

Khâu B-Lynch hay thủ thuật B-Lynch là một dạng khâu phâu thuật trong sản khoa. Thủ thuật này được sử dụng để chèn ép tử cung khi tử cung bị đờ gây nên chảy máu sau đẻ (băng huyết sau sinh). Bác sĩ ngoại sản phụ khoa thuộc Bệnh viện Đa khoa Milton Keynes, Milton Keynes, Buckinghamshire, Anh, ông Christopher B-Lynch là người phát triển thủ thuật. Bác sĩ B-Lynch sinh năm 1947 tại Sierra Leone, tên khai sinh là Christopher Balogun-Lynch.
Thủ thuật này được mô tả lần đầu vào năm 1997, có thể ngăn chặn chảy máu sau đẻ mà không cần phẫu thuật vùng chậu và có khả năng bảo tồn cơ quan sinh dục. Đây được coi là "hình thức tiếp cận phẫu thuật tốt nhất để kiểm soát chảy mái sau đẻ do đờ tử cung vì nó giúp bảo tồn tính toàn vẹn về mặt giải phẫu của tử cung."
Trong thủ thuật này, chỉ khâu tự tiêu được sử dụng tại chỗ, không cần cắt chỉ và thường không gây ra vấn đề gì cho việc mang thai sau này.

## Hiệu quả
Theo nghiên cứu hồi cứu tại bệnh viện Phụ Sản Hà Nội, Việt Nam (từ 2018 đến 2020) trên 78 sản phụ bị chảy máu sau đẻ sử dụng khâu B-Lynch, tỷ lệ thành công giữ được tử cung ở những bệnh nhân khâu B-Lynch đạt 97,4%, không có trường hợp nào gặp biến chứng gần sau khâu Blynch.